# جائزة الصين الكبرى 2006
جائزة الصين الكبرى 2006 (بالإنجليزية: 2006 Chinese Grand Prix) هو سباق فورمولا 1 أقيم بتاريخ 1 أكتوبر 2006 في حلبة شانغهاي الدولية، الصين. كان السادس عشر من أصل 18 في بطولة العالم لسباقات الفورمولا واحد موسم 2006. حلّ الألماني مايكل شوماخر أولا بينما جاء الإسباني فرناندو ألونسو في المركز الثاني وحصل على المركز الثالث الإيطالي جانكارلو فيزيكيلا.